# Randonneur

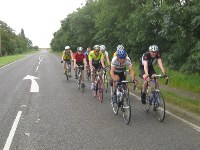
Se hacen recorridos en grupo y es más seguro para los deportistas

Randonnée es una palabra francesa que significa paseo o viaje y que se utiliza en el ciclismo de larga distancia. El randonneur es un ciclista de larga distancia, autónomo y no competitivo. Participa en eventos randonneurs como brevets o randonnées, recorriendo distancias desde 200 km hasta 1200 km o más, en unos tiempos máximos prefijados.
Randonneuring es muy popular en Francia, y tiene muchos seguidores en los Países Bajos, Bélgica, Reino Unido, Australia, EE.UU. y Canadá.